# Richard Lovelace

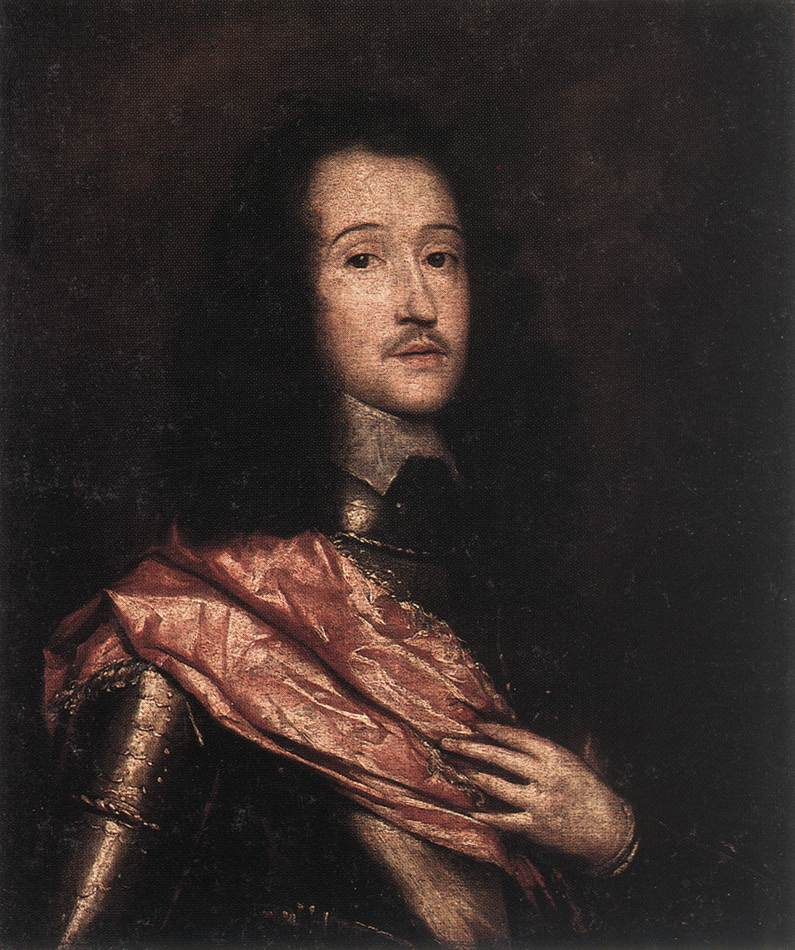
Richard Lovelace (etwa 1645)

Richard Lovelace (* 1618 in Woolwich oder Holland; † 1657 in London) war ein englischer Dichter, der zu den Cavalier poets gezählt wird.
Sein Vater Sir William Lovelace war aus einer Familie mit Gütern in Kent, Mitglied der Virginia Company und Soldat, der 1627 bei der Belagerung von Groenlo fiel. Lovelace stammte aus wohlhabender Familie und besuchte die Charterhouse School in London und die University of Oxford (Gloucester Hall), mit dem M.A. 1636, und kurz die University of Cambridge. Als Student schrieb er die Komödie The Scholars, von der nur Vor- und Nachwort erhalten sind. Sie wurde an seinem College und in London aufgeführt. Um 1638 erschien sein erstes Gedicht und er bewegte sich in höfischen Kreisen, nachdem er schon 1631 Gentleman Wayter Extraordinary bei Karl II. geworden war. Ab 1639 diente er als Hauptmann unter Lord Goring in den Bischofskriegen. Das inspirierte ihn zu dem Gedicht To Lucasta, Going to the Warres und zur Tragödie The Soldier (nicht erhalten). Nach seiner Entlassung 1640 war er zunächst auf seinen Besitztümern in Kent, wurde dann wegen pro-royalistischer und gegen das Parlament gerichteter Aktivitäten 1642 kurz inhaftiert. Im Gefängnis schrieb er eines seiner bekanntesten Gedichte To Althea, from Prison (mit den bekannten Zeilen Stone walls do not a prison make/Nor iron bars a cage). Während des Bürgerkriegs war er unter General Goring in Holland und Frankreich. 1646 wurde er in Dünkirchen verwundet, als er unter dem Großen Condé gegen die Spanier kämpfte. 1648/49 war er wieder im Bürgerkrieg längere Zeit in England inhaftiert und bereitete seinen Gedichtband Lucasta für die Veröffentlichung vor, die 1649 erfolgte. 1660 erschien postum ein weiterer Gedichtband Lucasta, Postume Poems, von seinem Bruder Dudley herausgegeben. Er starb nach dem Historiker Anthony à Wood verarmt, was aber nicht durch die bei seinem Tod veröffentlichten Elegien bestätigt wird. Allerdings verkaufte er einen Großteil seines Besitzes.
Von ihm stammen auch einige Gedichte über Tiere wie The Grasse-hopper.